# جورج دبليو. لاندو
جورج دبليو. لاندو (بالإنجليزية: George W. Landau)‏ هو دبلوماسي أمريكي، ولد في 4 مارس 1920 في فيينا في النمسا، وتوفي في 9 أكتوبر 2018.

## وصلات خارجية
- جورج دبليو. لاندو على موقع إن إن دي بي (الإنجليزية)